# 宗庙
宗庙是中国古代国家君主、貴族供奉祖先灵位的祠庙。“宗，尊也；庙，貌也，先祖形貌所在也”之说。宗庙在中国夏朝时称为“世室”，殷商时称为“重屋”。明清时期宗庙被称为太庙。位于中国河南安阳境内的殷墟宫殿宗庙遗址，是迄今发掘出来的最早的宗庙遗迹。上古至中古時期只有皇室和貴族才可以有宗廟，數目也有嚴格規定，不能僭越，《禮記·王制》載：“天子七廟，三昭三穆，與大祖之廟而七。諸侯五廟，二昭二穆，與大祖之廟而五。大夫三廟，一昭一穆，與大祖之廟而三。士一廟”。當時平民沒有設置宗廟的權利，《荀子·禮論》載：“故有天下者事七世，有一國者事五世，有五乘之地者事三世，有三乘之地者事二世，持手而食者不得立宗廟，所以別積厚者流澤廣，積薄者流澤狹也。”
在中国古代，宗廟被視為國家的象徵，常與「社稷」並稱，毀壞宗廟往往會受到重罰。如《唐律疏議》把毀壞宗廟視為「謀大逆」之罪。

## 中国

### 殷墟宫殿宗庙遗址
殷墟宫殿宗庙遗址是中国商朝京畿附近的一个殷商帝王宗庙，原宗庙距今约3300余年，出土于今天的河南省安阳市西北郊的小屯村，原址为盘庚迁殷后中国商朝的首都附近。有大量殷商同时期的文献与器具在此宗庙遗址中被发现，著名的如司母辛鼎。殷墟2006年入选世界文化遗产（页面存档备份，存于）。

### 南京太廟
南京太廟位於應天府都城承天門內之東，廟前有石橋，門內有東西井亭。太廟丹陛三重，殿宇九間，中設靈位，面南一位，面東三位，面西三位。嘉靖十三年（1534年）6月毀於祝融。

### 明中都太廟
明中都太廟位於鳳陽都城午門前東側，興建於明洪武四年，前殿及寢殿十五間，東西各二間夾室。已不存。

### 北京太庙
太庙位于北京天安门东侧，是中国明清两代皇帝的宗庙。1924年辟为和平公园，1950年5月1日改名为北京市劳动人民文化宫。北京太庙已被列为中华人民共和国全国重点文物保护单位。

### 盛京太庙
盛京太廟位於瀋陽，建於1636年，是清太宗皇太極奉祀祖先的家廟，北京太廟建成後，盛京太廟不再供奉神牌，但皇帝仍會在東巡盛京時在此行禮致祭。

### 历代帝王庙
历代帝王庙是中国明代、清代皇家祭祀三皇五帝和历代帝王的场所，初設于应天府（今南京），嘉靖年间移祀顺天府（今北京），现坐落在北京西城区阜成门内大街。

## 韩国
宗庙制度在朝鲜半岛最早由新罗从中国引进。高麗王室於開京皇城築有太廟、景靈殿，高丽景灵殿是供奉高麗太祖与其直系四祖御真的真殿。韩国首尔的宗庙1394年由朝鲜太祖李成桂下令修建，是世界最古老的皇家儒教祠廟。1995年韩国首尔宗庙被联合国教科文组织列入世界遗产名录。韩国首尔宗庙每年在5月份的第一个星期天举行祭祀朝鲜王朝君主和王妃的儒教仪式——宗庙祭礼。宗庙祭礼的音乐是朝鲜宫廷音乐的一种，被称为宗庙祭礼乐。宗庙祭礼和宗庙祭礼乐2001年被联合国教科文组织列入人类非物质文化遗产代表作名录。

## 日本
伊勢神宮和石清水八幡宮合稱“二所之宗廟”。另東京皇居內宮中三殿的皇靈殿供奉有歷代天皇的牌位，是目前日本皇室祭祖之地。
江戶時代，日光東照宮等德川家靈廟為德川將軍家的宗廟，幕府將軍會定期前往祭祀。另於江戶城大奧御殿向的御佛間設有歷代將軍牌位，為將軍家日常祭祖之地。

## 琉球
琉球第二尚氏王朝時期，以崇元寺為供奉先王的宗廟。天王寺、天界寺供奉被追尊的君主，龍福寺供奉第一尚氏王朝國王的牌位。

## 越南
順化皇城中的太廟、興廟、肇廟與世廟是越南阮朝時期帝王的宗廟。